# Sebastian Saucedo
Sebastian Saucedo est un joueur américain de soccer né le 22 janvier 1997 au Vallée de San Fernando en Californie. Il joue au poste de défenseur avec les Pumas UNAM.

## Biographie

### En équipe nationale
Avec les moins de 20 ans, il participe au championnat de la CONCACAF des moins de 20 ans en 2017. Lors de cette compétition, il joue quatre matchs. Il inscrit un doublé contre Saint-Kitts-et-Nevis. Les Américains remportent le tournoi en battant le Honduras en finale.
Il dispute dans la foulée la Coupe du monde des moins de 20 ans organisée en Corée du Sud. Lors du mondial junior, il joue trois matchs. Les Américains sont éliminés en quart de finale par le Venezuela.
Le 1er mars 2021, il est retenu dans la pré-liste de trente-et-un joueurs pour le tournoi pré-olympique masculin de la CONCACAF 2020 avec les moins de 23 ans. Il est retenu dans la liste finale de vingt joueurs le 11 mars.

## Palmarès
- Vainqueur du championnat de la CONCACAF des moins de 20 ans en 2017 avec l'équipe des États-Unis des moins de 20 ans.